# Johannes Ek
Johannes Ek (förnamnet latinsk form, även namnformerna Jöns eller Hans förekommer, efternamnet även stavat Eck, Eek, Eeck, Ekan, Ekin eller Echius)  , född 1469, död efter 1537, var en svensk präst, kanik och doktor. 
Johannes Ek studerade som klerk och prebendat vid Uppsala universitet 1491-1494 och promoverades 1492 till decretorum doctor där. 1494 kkalar han sig präst i Uppsala stift och fick samma år sockenkyrkan Bodum med annex i Börglums stift på Jylland på inkomst. 1495 erhöll han rätt att ge sju års avlat och de som kom då han för första gången sjöng mässan i Uppsala domkyrka. Han var 1499 kanik i Växjö då han anhöll om domprostbefattningen i Uppsala. 1504-1506 omtalas han i domkyrkans räkenskaper som prebendat där. 1512 kallar han sig vicarius i Skatzsta på Shetlandsöarna och Jakob IV av Skottlands kaplan. 1516 och 1537 sägs han vara kanik i Uppsala.